# 米哈伊爾·瓦西里耶維奇·阿列克謝耶夫

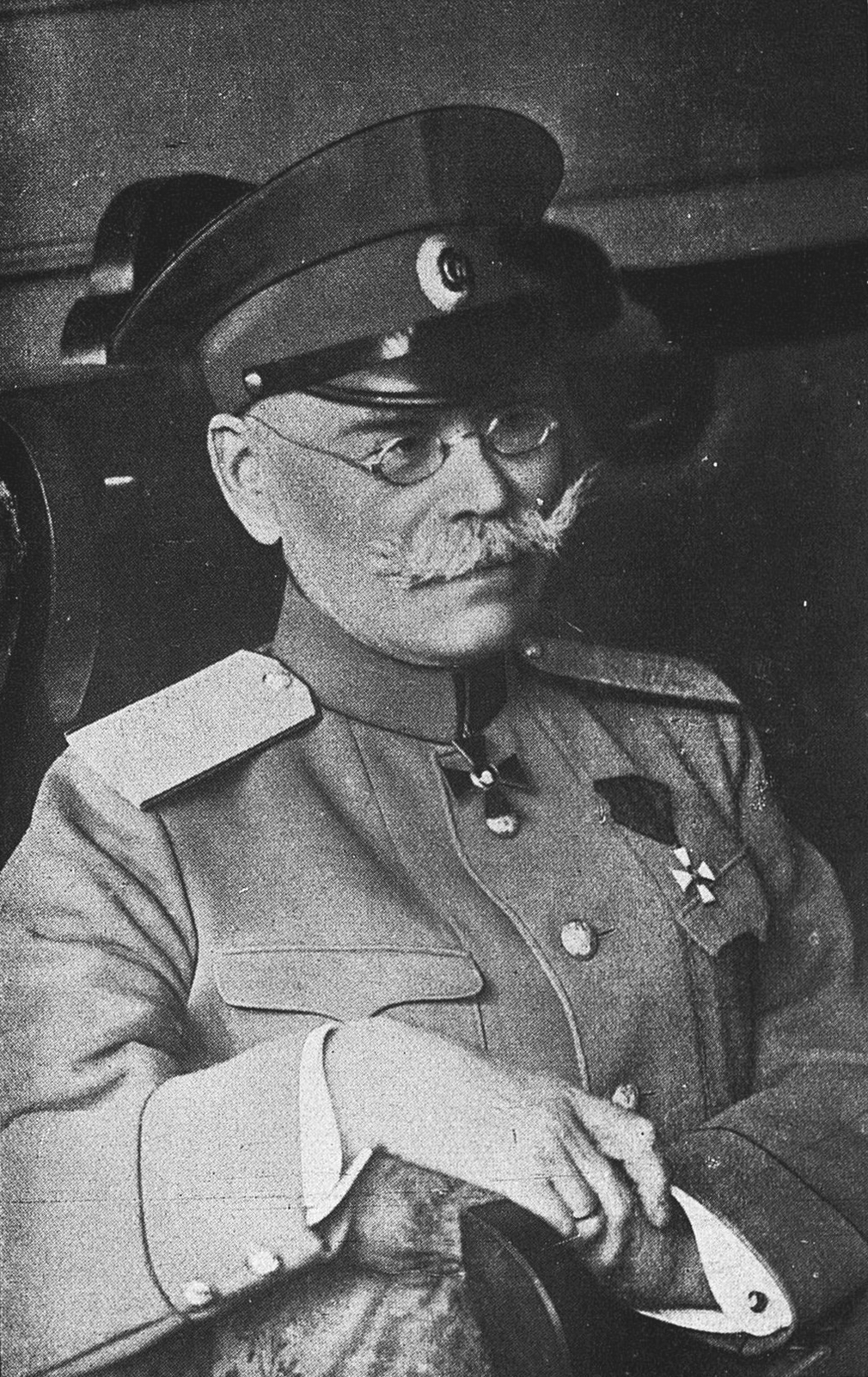
米哈伊爾·瓦西里耶維奇·阿列克謝耶夫

米哈伊尔·瓦西里耶维奇·阿列克谢耶夫（俄语：Михаил Васильевич Алексеев，1857年11月15日—1918年10月8日）第一次世界大战和俄国内战期间俄罗斯帝国陆军将领，1915年至1917年担任沙皇尼古拉二世最高统帅部总参谋长，二月革命后即1917年3月至5月在俄国临时政府中担任总司令。后来，在俄国内战中为建立志愿军起到了重要作用。1918年在伏尔加地区与布尔什维克作战当中因心脏病发作而死。